# Křížový pramen
Křížový pramen je jedním z mnoha léčivých pramenů na území Mariánských Lázní. Patří k nejstarším a nejdéle využívaným pramenům na území města. Pavilon Křížového pramene je zobrazen ve znaku, který byl městu udělen privilegiem císaře 1. června 1866.
Silně mineralizovaný a díky přítomnosti síranů má projímavý účinek. Tento pramen je sírano-hydrouhličitano-sodná železnatá kyselka se zvýšeným obsahem kyseliny metakřemičité. Dříve se označovala jako Glauberská nebo salinická kyselka. Příčinou slané chuti je vyšší obsah sodíku. Má vysoký obsah pevných látek, zejména solí.
Nachází se v lázeňském centru města vedle kolonády. Vyvěrá pod Masarykovou ulicí ve Skalníkových sadech. Pro vysoký obsah solí byl jeho původní název Slaný pramen. Jeho dnešní jméno je podle dřevěného kříže, který roku 1749 postavil tepelský lékárník Damián Schultz v blízkosti pramene.
Otevírací doba: Denně od 6 do 18 hodin.

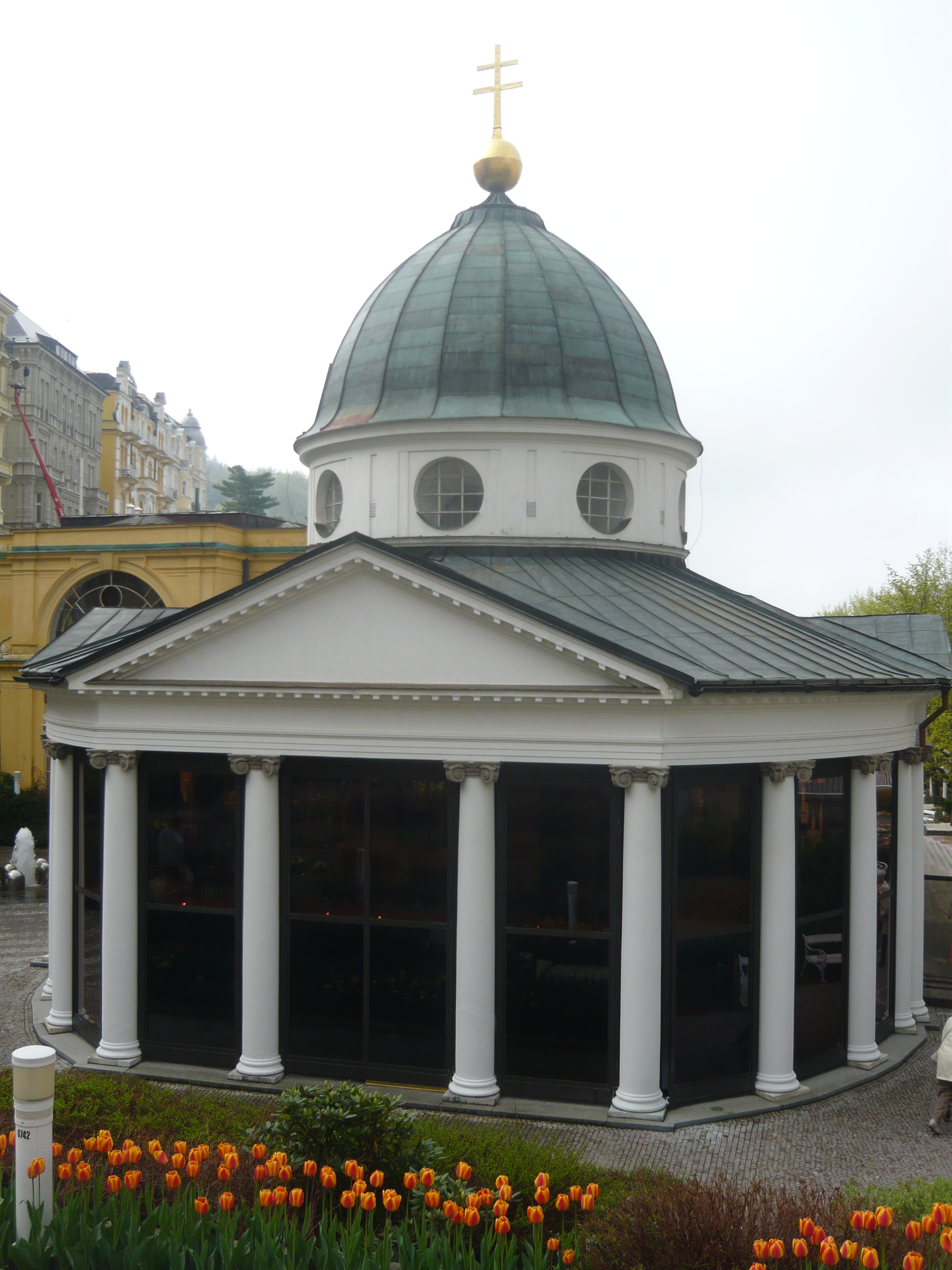
Křížový pramen 2

## Využití
Pramen je silně mineralizovaný a díky přítomnosti síranů má projímavý účinek. Příčinou slané chuti je vyšší obsah sodíku. Má vysoký obsah pevných látek, zejména solí. Sírany ve vodě způsobují projímavý účinek, proto se užívá především u onemocnění zažívacího ústrojí (nemoci žaludku, střev, žlučníku, jater a pankreatu), u nemocí výměny látkové (obezita, dna, diabetes) a u alergických onemocnění, která jsou podmíněna poruchami zažívání.

## Historie
První zmínky o něm jako o solném prameni byly zaznamenány v první polovině 18. století, anály tepelského kláštera se takto o pramenu zmínily už v roce 1710. Voda z pramene se již od jeho nálezu používala jak ke koupelím, tak i k pití. V roce 1779 byl prostor, kde se dnes nachází pustinou. Zdejší lékárník Damián Schultz provedl úpravy v roce 1749 včetně postavení vysokého kříže sloužícího k orientaci. Na jeho místě v roce 1790 byla postavena kaplička se zvonkem, která byla v roce 1808 vysvěcena a sloužila k nedělním bohoslužbám. Nakonec byla v roce 1820 stržena a nahrazena větší kaplí. V letech 1955–56 byl nově zachycen hlubšími vrty.

## Kolonáda Křížového pramene

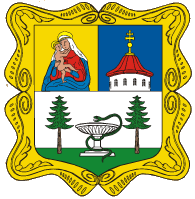
V levém horním poli městského znaku (vpravo z pohledu pozorovatele) je kopule a zlatý dvojitý kříž pavilonu Křížového pramene

V letech 1818–1826 byla postavena sloupová hala. Velmi impozantní pavilón se 72 sloupy, který zde byl postaven, nechal zkonstruovat místní stavitel Antonín Thurner. Empírová stavba z roku 1818, byla citlivě přestavěna v letech 1911–12 a 1980–92. Kopule a zlatý dvojitý kříž jsou jasnou viditelnou dominantou celé stavby. Původní budova pavilónu vydržela až do roku 1912, poté se začalo s rozsáhlou a náročnou rekonstrukcí. Nová stavba je kopií té staré, přidalo se jen pár secesních prvků.
Na nádvoří sloupové haly je bronzová busta dr. Jana Josefa Nehra z roku 1857 – vytvořená Emanuelem Maxem.
Na tento pavilon navazuje slavná a turisty hojně navštěvovaná novobarokní kolonáda, vybudovaná v letech 1888-89. Je ukázkou typické lázeňské architektury. V roce 1951 byla kolonáda pojmenována po ruském spisovateli Maximu Gorkém. Podél celé stavby vede dlouhá promenáda od Křížového pramene až k pavilonu Karolinina pramene.
V prostranství promenády bylo také několik hudebních pavilónů, ale ty se do dnešní doby nezachovaly, protože byly v 19. století strženy. Dnes orchestry hrají na hudebním pódiu na hlavní kolonádě, která je zdobená kresbami Josefa Vyleťala. Další významnou součástí celého promenádního areálu je „zpívající fontána“ dokončená v roce 1986. Dodnes je to jednou z největších atrakcí celého města.